# CMOS-RAM

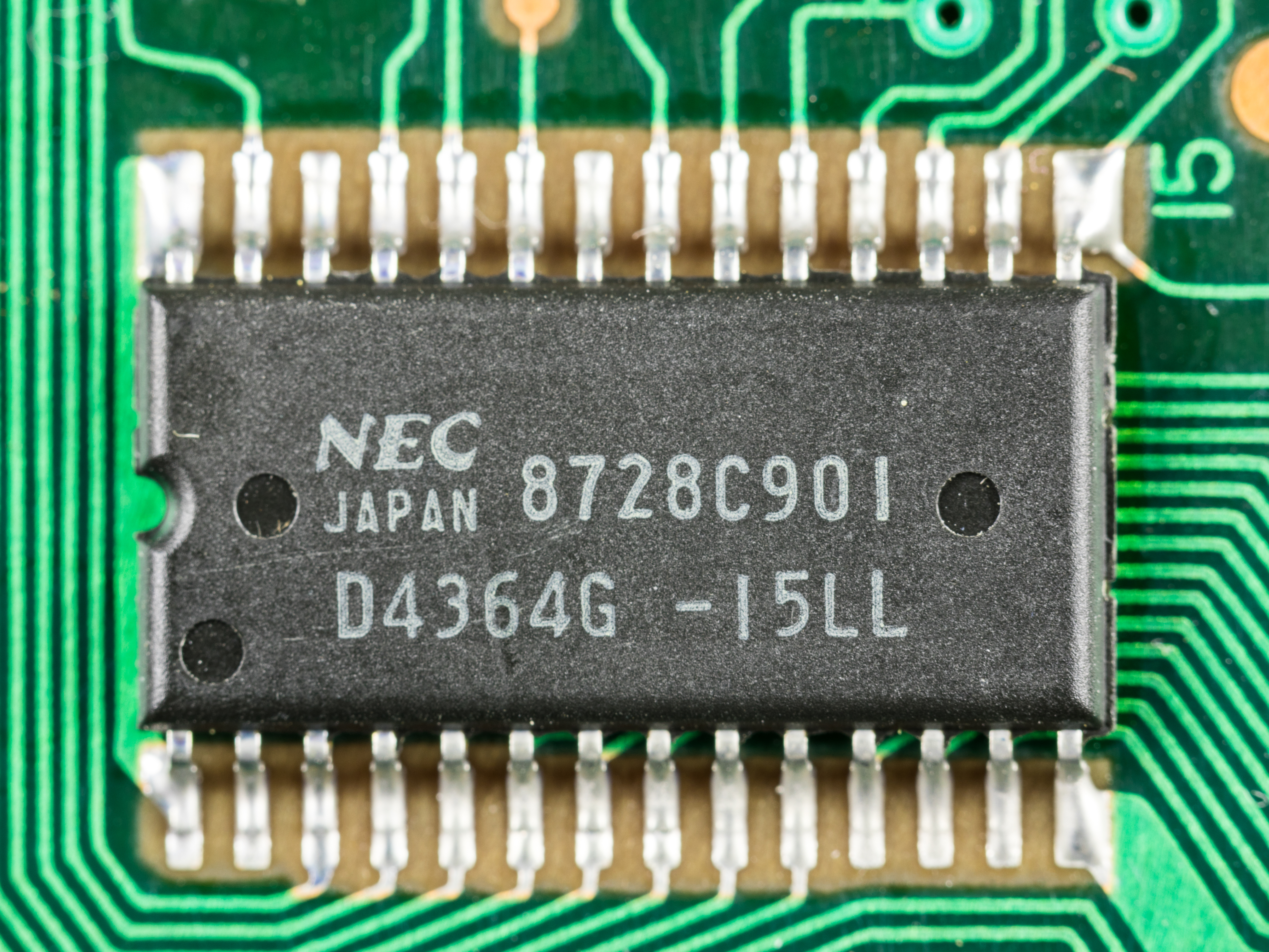
NEC D4364G - 8192 × 8 Bit Static CMOS-RAM

Der Begriff CMOS-RAM bezeichnet in der Computertechnik bzw. PC-Branche einen auf einem Mainboard verbauten batteriegepufferten RAM-Speicher, in dem die BIOS-Parameter gespeichert werden. Die Batteriepufferung ist notwendig, da andernfalls beim Ausschalten der Betriebsspannung die Einstellungen  / Informationen verlorengehen bzw. auf die Standardeinstellungen zurückgesetzt würden.
Die Abkürzung kommt daher, dass CMOS-RAM üblicherweise in Complementary Metal Oxide Semiconductor-Technologie (englisch, CMOS) umgesetzt wird. Im Gegensatz zum sonst in PCs verwendeten dynamischen Speicher (DRAM) handelt es sich hier um statischen Speicher (SRAM), der keinen Refresh benötigt, dafür aber teurer in der Herstellung ist.
Das BIOS von IBM-kompatiblen PCs verwendet ein Byte des CMOS-RAM, welches Shutdown Status Byte genannt wird, um die CPU vom Protected Mode zum Real Mode zurückschalten zu können. Bei den Intel 80286-Prozessoren war ein softwareseitiges zurückschalten in den Real Mode nicht möglich, so dass dies nur über einen Hardware-Reset der CPU erfolgen konnte. Während des POST las das BIOS das Byte aus, um feststellen zu können, ob der Reset von der Systemsoftware angefordert wurde.

## Stromversorgung

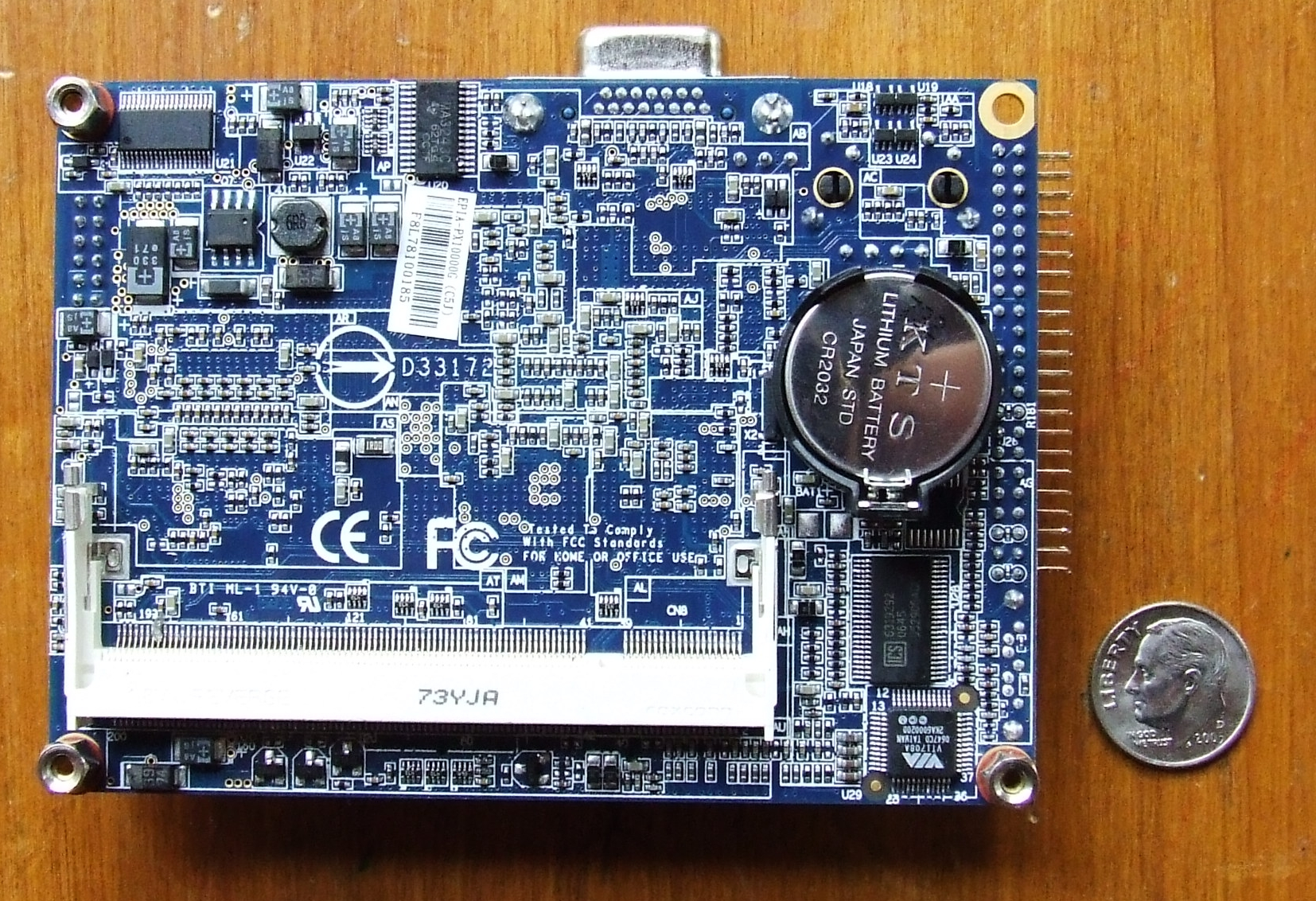
Knopfzelle vom Typ CR2032 für die Versorgung eines CMOS-RAM

Das CMOS-RAM sowie die PC-Uhr werden üblicherweise von einer CR2032-Lithiumbatterie gespeist (bezüglich der Funktion auch CMOS-Batterie genannt). Diese Batterien halten in Abhängigkeit vom Mainboard, der Umgebungstemperatur und der Trennung vom Stromnetz des PCs üblicherweise zwischen zwei und zehn Jahren. Höhere Temperaturen und längere Zeiten, an denen der PC vom Stromnetz getrennt ist, verkürzen die Lebensdauer der Batterie.
Wenn die Batterie für das CMOS-RAM gewechselt wird, kann die Systemzeit und das CMOS-RAM zurückgesetzt werden. Darum wird generell empfohlen, die Batterie bei eingeschaltetem Netzteil, aber ausgeschaltetem Computer zu wechseln. Bei Hauptplatinen im ATX-Format wird dann eine Standby-Versorgungsspannung von 5 V zugeführt, wodurch das CMOS-RAM auch ohne Batterie mit Strom versorgt wird.
Auch das gegenteilige Problem kann in der Praxis vorkommen. Will man die BIOS-Einstellungen und die Systemzeit gezielt zurücksetzen, indem man die Batterie aus der Fassung nimmt, kann das durch die Restenergie der auf der Leiterplatte untergebrachten Pufferkondensatoren teilweise eine Stunde oder länger dauern. Um diese Wartezeit zu umgehen, muss man die Kondensatoren entladen. Dazu trennt man das Gerät komplett von der Stromversorgung, entnimmt die Batterie und schließt die beiden Batteriekontakte in der Batteriehalterung für etwa eine Sekunde kurz, z. B. indem man beide gleichzeitig mit der Metallspitze eines Schraubendrehers berührt. Auf manchen Boards ist zu diesem Zweck auch ein Jumper vorhanden, meist mit „Clear CMOS-RAM“ o. ä. bezeichnet.
Nicht immer kommt eine Knopfzelle als CMOS-Batterie zum Einsatz – so gibt es beispielsweise auch Computer mit zylindrischen Lithiumbatterien (Baugröße halbe Mignonzelle), beispielsweise im Power Mac (G3/G4/G5). Bis in die späten 1990er Jahre waren auf PC-Mainboards meist fest eingelötete kleine Nickel-Cadmium-Akkumulatoren verbaut. Durch die RoHS-Richtlinien sind Nickel-Cadmium-Akkumulatoren in diesem Anwendungsbereich bei Neugeräten nicht mehr zulässig. Diese neigten auch zum Auslaufen und konnten das Mainboard dabei beschädigen, weswegen es empfohlen wird, diese rechtzeitig auszutauschen. Teilweise wurden auch sogenannte Dallas-Chips verwendet, welche eine CR1220 Knopfzelle eingegossen haben und nur komplett getauscht werden können.